# Bledius lativentris
Bledius lativentris är en skalbaggsart som beskrevs av Carl-Axel Jansson 1928. Bledius lativentris ingår i släktet Bledius, och familjen kortvingar. Enligt den finländska rödlistan är arten sårbar i Finland. Arten är reproducerande i Sverige. Artens livsmiljö är fjällhedar.